# 赵旭东
赵旭东（1959年—），中国政法大学教授，担任中国法学会商法学研究会会长、中国法学会学术委员会委员，入选中华人民共和国教育部2007年度"长江学者"特聘教授。